# Pacho Galán
Francisco Galán Blanco (Soledad, Atlántico, 4 de octubre de 1906-Barranquilla, Atlántico, 21 de julio de 1988) fue un cantante, músico, arreglista, compositor y director de orquesta colombiano, La importancia de su obra musical radica en haber sido el creador del merecumbé.

## Reseña Musical
Proveniente de una familia de músicos, inició sus estudios musicales muy joven. Ya a los 14 años tocaba el violín y clarinete y realizó su primera composición. La trayectoria musical de Pacho Galán, que se inicia en la década del veinte, cuando apenas tiene quince años de edad, y se prolonga hasta el año 1976, cuando se retira luego de ganar un trofeo a la mejor agrupación folclórica, en un festival de salsa en el Poliedro de Caracas, ilustra en gran medida el desarrollo de la música del Caribe colombiano, su época de oro, los comienzos de la orquestación de los géneros tradicionales de nuestro trópico, la evolución de las agrupaciones, los cambios de estilo, como la aparición de una pléyade de compositores que hicieron palpable el espíritu de un pueblo rico en expresión, sentido lúdico, alegría picaresca y sabiduría elemental. 

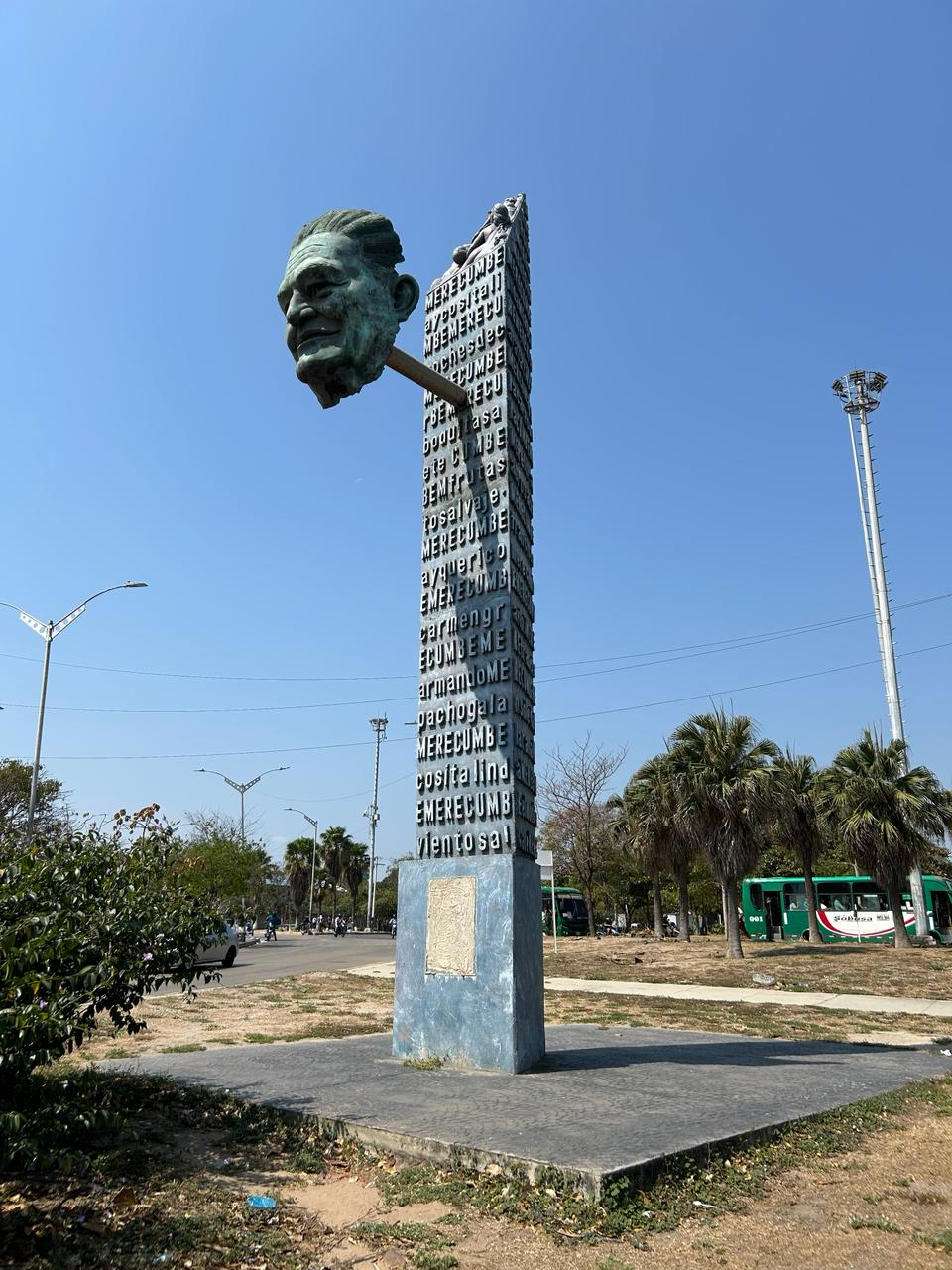
Monumento a Pacho Galán, Barranquilla.

A principios de los años 1930, la familia Galán se muda a Barranquilla y allí Pacho ingresa a la Banda Departamental. En 1940, al crearse la orquesta Atlántico Jazz Band, pasó a formar parte de ella como arreglista y compositor de la mayoría de las piezas de la orquesta. Por esas mismas fechas creó inicialmente la orquesta "Orquesta Pacho Galán.
Posteriormente formó parte de la recién creada Filarmónica de Barranquilla y luego de un corto tiempo pasó a la orquesta "Emisora Atlántico" que dirigía Guido Perla. En 1954 funda su propia orquesta y compone el merecumbé "Cosita linda", por el que posteriormente fue conocido como "El rey del merecumbé". En 1955 "Cosita Linda" es grabada en más de 400 versiones por diferentes artistas y músicos en el mundo.

## Congos de Oro
Otorgado en el Festival de Orquestas del carnaval de Barranquilla:
| Año  | Trabajo nominado        | Categoría | Resultado |
| ---- | ----------------------- | --------- | --------- |
| 1969 | Orquesta de Pacho Galán | Orquesta  | Ganador   |
| 1974 | Orquesta de Pacho Galán | Orquesta  | Ganador   |
| 1977 | Orquesta de Pacho Galán | Orquesta  | Ganador   |
| 1978 | Orquesta de Pacho Galán | Orquesta  | Ganador   |
| 1981 | Orquesta de Pacho Galán | Orquesta  | Ganador   |
| 1982 | Orquesta de Pacho Galán | Orquesta  | Ganador   |
| 1987 | Orquesta de Pacho Galán | Orquesta  | Ganador   |
| 1989 | Orquesta de Pacho Galán | Orquesta  | Ganador   |
| 2019 | Orquesta de Pacho Galán | Orquesta  | Ganador   |